# 量子熱力学
量子熱力学（りょうしねつりきがく）とは、量子力学の手法を用いて熱力学について研究する学問である。研究対象は量子レベルにおいての熱や仕事である。歴史的に量子情報とのつながりが深く、量子熱力学を理解することは量子コンピュータの理解のために欠かせない。